# Live (Ilse DeLange)
Live is het zevende album van Ilse DeLange.

## Tracklist

### Cd 1: 'Live in Amsterdam'
1. Don't you let go of me - (I. DeLange / P. Leonard)
2. Reach for the light - (I. DeLange / P. Leonard)
3. The lonely one - (I. DeLange / P. Leonard)
4. World of hurt - (B.Lloyd / B.Nielsen-Chapman)
5. Livin' on love - (G.Nicholson / G.Fuller)
6. I love you - (I. DeLange / B. Gaitsch)
7. Tapdancing on the highwire - (G.Middleman)
8. Flying blind - (I. DeLange / R.Crosby & S. Bauerly)
9. Sister golden hair - (Gerry Beckley)
10. I'd be yours - (P.Coleman)
11. Ride the wind to me - (J.Miller)
12. I will always love you - (D.Parton)
13. The great escape - (I. DeLange / P. Leonard)
14. I'm not so tough - (H.Lindsey & B.Bouon & R. Ellis Orrall)

### Cd 2: 'Live at home'
1. Man in the moon - (I. DeLange / B. Gaitsch)
2. Better than rain - (I. DeLange / B. Gaitsch)
3. Snow tonight - (I. DeLange / B. Gaitsch)
4. Without you - (I. DeLange / B. Gaitsch)

### Dvd 'Live at Gelredome'
1. The lonely one
2. The great escape
3. I'd be yours
4. I love you
5. I'm not so tough